# Kapelle Stofel

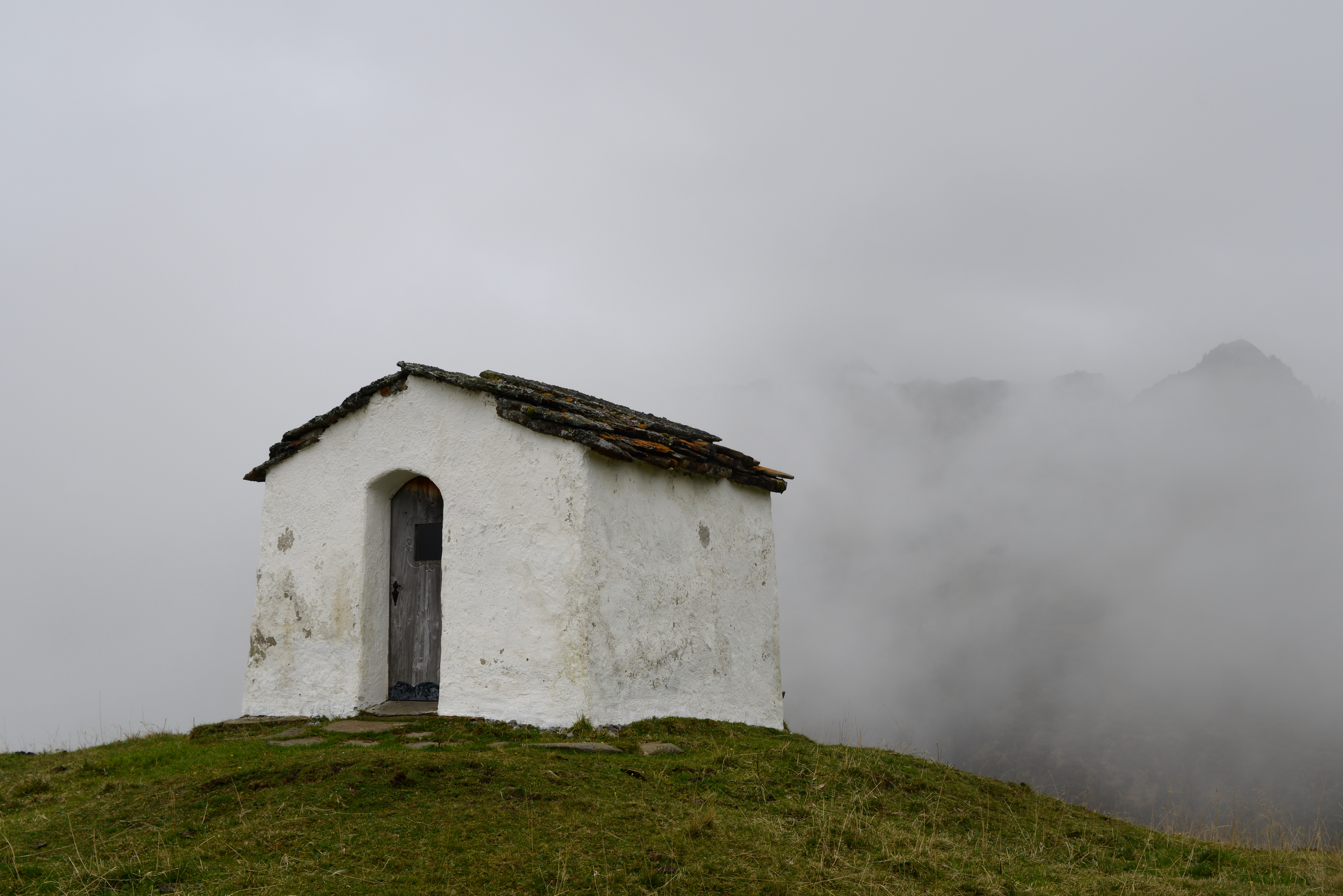
Kapelle Stofel

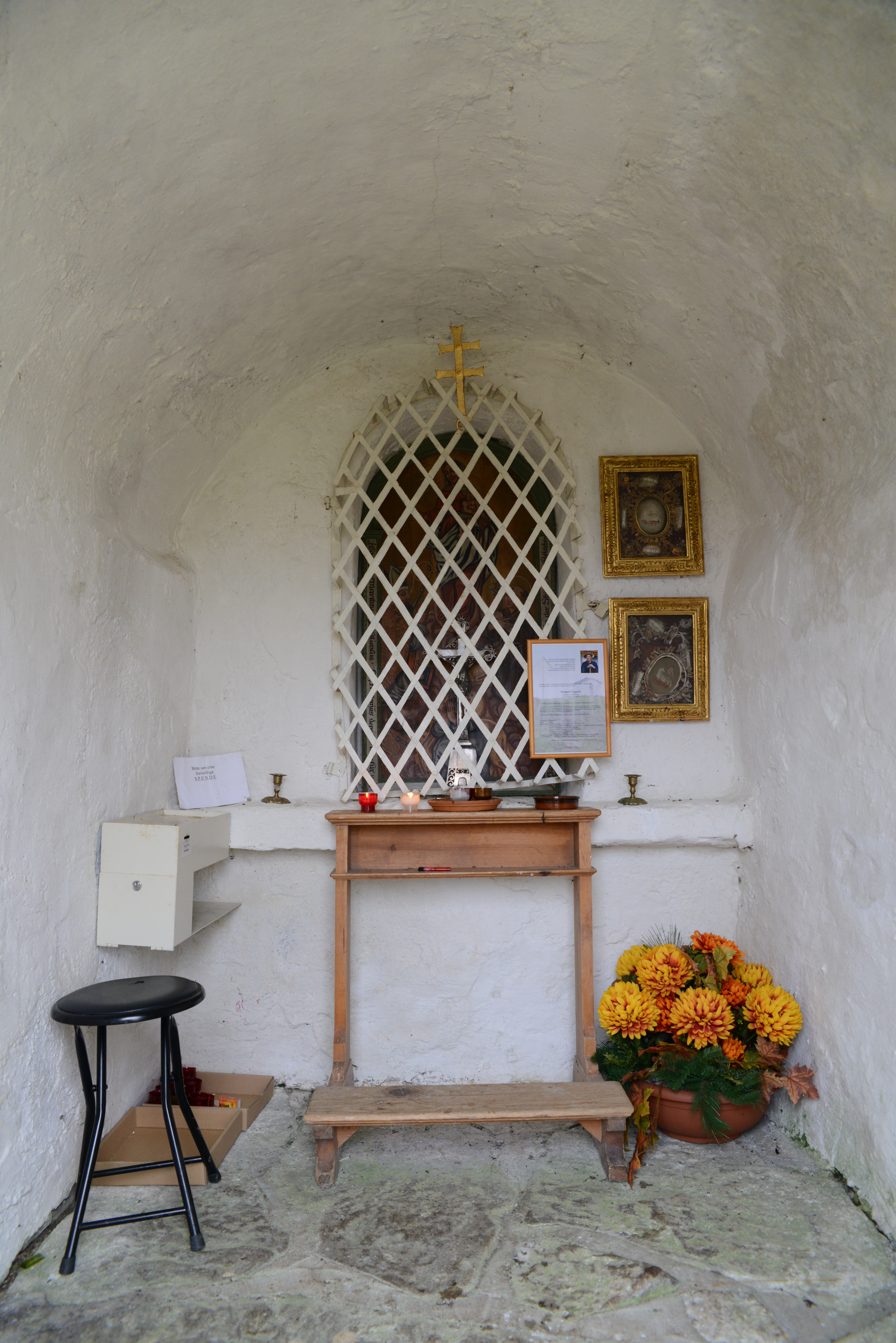
Innenansicht

Die Kapelle Stofel ist eine kleine Kapelle auf einem markanten Aussichtspunkt auf der Alpe Oberdamüls in der Bregenzerwälder Gemeinde Damüls im Vorarlberger Bezirk Bregenz. Sie steht seit 1995 unter Denkmalschutz (Listeneintrag). Sie ist ein stummes Denkmal bäuerlicher Frömmigkeit in früheren Zeiten.

## Geschichte
Im Jahr 1313 erhielten die Walser die Alpe Damüls als Erblehen. Bis zu einer Verschlechterung des Klimas im Jahr 1549 wurde die Alpe zum Teil ganzjährig besiedelt. Danach wurde sie in die Alpen Ober- und Unterdamüls geteilt. Bis auf die Kapelle sind alle Gebäude aus dieser Zeit abgegangen.
Das Alter der Kapelle selbst ist nicht genau datierbar. Auf einem Fenstersturz steht die Jahreszahl 1689, jedoch muss es sich dabei nicht um das Erbauungsjahr handeln.
Im Jahr 1995 wurde die Kapelle auf Grund ihrer Einzigartigkeit unter Denkmalschutz gestellt und restauriert.

## Baubeschreibung und Ausstattung
Die Kapelle ist mit einem sehr flachen Satteldach aus großen Steinplatten gedeckt. Der Boden ist ebenfalls mit Steinplatten ausgelegt. 
Das Altarbild zeigt „Maria mit dem Kind“. Im unteren Teil des Bildes sind die Heiligen Nikolaus, Martin und Antonius dargestellt.
Vermutlich war die Kapelle früher farbig ausgemalt.